# Sykstus
Sykstus, Sykst – imię męskie przejęte poprzez łacinę z greki, pochodzące od greckiego imienia Ksustos (ksustós - „wygładzony, elegancki”), w którym przez analogię do łacińskiego imienia Sextus (Sekstus – „szósty”) doszło do przestawienia głosek. Imię to było nadawane w Polsce od średniowiecza, poświadczone w formie pochodnej Syksta (m.) oraz w 1265 roku w łac. formie Sixtus; możliwe staropolskie zdrobnienia: Syc, Syc(z)ek, Syc(z)ko, Sych, Sychno, Sychta, Sysz, Syszek, Syszka, Syszko. Istnieje pięciu świętych katolickich o tym imieniu.

## Sykstusimieninyobchodzi
- 3 kwietnia, jako wspomnienie św. Sykstusa I, papieża
- 7 maja, jako wspomnienie św. Sykstusa, wspominanego razem ze św. Eowaldem[4]
- 7 sierpnia, jako wspomnienie św. Sykstusa II, papieża
- 19 sierpnia, jako wspomnienie św. Sykstusa III, papieża
- 1 września, jako wspomnienie św. Sykstusa, biskupa Reims, wspominanego razem ze św. Synicjuszem, również biskupem Reims

## Odpowiedniki w innych językach
- łacina – Xystus, Sistus
- język angielski – Sixtus
- język bułgarski – Сикст
- język francuski – Sixte, Xyste
- język hiszpański – Sixto
- język niemiecki – Sixtus, Sixt, Xystus
- język rosyjski – Сикст
- język węgierski – Szixtusz, Sükösd
- język włoski – Sisto

## Znane osoby noszące imię Sykstus
- papież Sykstus IV
- papież Sykstus V
- Sykstus Parmeński – książę dynastii Burbonów-Parmeńskich, belgijski oficer podczas I wojny światowej
- Sixto Durán Ballén – polityk ekwadorski
- Sykstus Estko – generał brygady armii Księstwa Warszawskiego, siostrzeniec Tadeusza Kościuszki
- Sisto Gara della Rovere – włoski kardynał
- Sixto Peralta – piłkarz argentyński

## Znane osoby noszące imię Sekstus
- Sekstus Pompejusz, rzymski dowódca, syn Gnejusza Pompejusza
- Sekstus Empiryk. lekarz i filozof, przedstawiciel sceptycyzmu